# Indicatif régional 830

Carte de l'État du Texas avec les territoires de ses indicatifs régionaux. L'indicatif régional 830 est en blanc.

L'indicatif régional 830 est l'un des multiples indicatifs téléphoniques régionaux de l'État du Texas aux États-Unis. Cet indicatif dessert la banlieue de San Antonio et la région à l'ouest de San Antonio.
L'indicatif régional 830 fait partie du plan de numérotation nord-américain.

## Comtés desservis par l'indicatif
- Atascosa ;
- Bandera ;
- Bastrop ;
- Bexar ;
- Blanco ;
- Burnet ;
- Caldwell ;
- Comal ;
- DeWitt ;
- Dimmit ;
- Edwards ;
- Frio ;
- Gillespie ;
- Guadalupe ;
- Karnes ;
- Kendall ;
- Kerr ;
- La Salle ;
- Live Oak ;
- Llano ;
- Maverick ;
- Medina ;
- Real ;
- Uvalde ;
- Val Verde ;
- Wilson ;
- Zavala.

## Villes desservies par l'indicatif
- Artesia Wells ;
- Asherton ;
- Bandera ;
- Barksdale ;
- Batesville ;
- Belmont ;
- Bergheim ;
- Big Wells ;
- Bigfoot ;
- Blanco ;
- Boerne ;
- Brackettville ;
- Bulverde ;
- Camp Wood ;
- Campbellton ;
- Canyon Lake ;
- Carrizo Springs ;
- Castroville ;
- Catarina ;
- Center Point ;
- Charlotte ;
- Christine ;
- Cibolo ;
- Comfort ;
- Concan ;
- Cost ;
- Cotulla ;
- Crystal City ;
- D Hanis ;
- Del Rio ;
- Devine ;
- Dilley ;
- Doss ;
- Eagle Pass ;
- Ecleto ;
- El Indio ;
- Falls City ;
- Fischer ;
- Floresville ;
- Fowlerton ;
- Fredericksburg ;
- Geronimo ;
- Gillett ;
- Gonzales ;
- Harper ;
- Harwood ;
- Hobson ;
- Hondo ;
- Horseshoe Bay ;
- Hunt ;
- Hye ;
- Ingram ;
- Johnson City ;
- Jourdanton ;
- Karnes City ;
- Kendalia ;
- Kenedy ;
- Kerrville ;
- Kingsbury ;
- Knippa ;
- LaCoste ;
- La Pryor ;
- La Vernia ;
- Lackland AFB ;
- Leakey ;
- Leesville ;
- Leming ;
- Luling ;
- Lytle ;
- Marble Falls ;
- Marion ;
- McQueeney ;
- Medina ;
- Mico ;
- Moore ;
- Mountain Home ;
- Natalia ;
- New Braunfels ;
- Nixon ;
- Ottine ;
- Pandora ;
- Panna Maria ;
- Pearsall ;
- Peggy ;
- Pipe Creek ;
- Pleasanton ;
- Poteet ;
- Poth ;
- Quemado ;
- Rio Frio ;
- Rio Medina ;
- Rocksprings ;
- Rosanky ;
- Round Mountain ;
- Runge ;
- Sabinal ;
- San Antonio ;
- Schertz ;
- Seguin ;
- Smiley ;
- Spring Branch ;
- Stockdale ;
- Stonewall ;
- Sutherland Springs ;
- Tarpley ;
- Utopia ;
- Uvalde ;
- Vanderpool ;
- Waring ;
- Westhoff ;
- Whitsett ;
- Willow City ;
- Wrightsboro ;
- Yancey.